# Sterling (New York)
Sterling je město v okrese Cayuga County ve státě New York ve Spojených státech amerických. K roku 2000 zde žilo 3 040 obyvatel. S celkovou rozlohou 122,1 km2 byla hustota zalidnění 25,8 obyvatel na km2.
Město leží na březích jezera Ontario severozápadně od města Syracuse.